# Міхел Крек
Мі́хел Крек (нід. Michel Kreek МФА: [ˈmiʃɛl ˈkreːk] Мі́шел Кре́к; народився 16 січня 1971; Амстердам, Північна Голландія, Нідерланди) — нідерландський футболіст, захисник. Захищав кольори національної збірної Нідерландів. На професійному рівні виступав за команди «Аякс», «Падова», «Перуджа», «Вітесс», АЕК та «Віллем II».

## Клубна кар'єра
Міхел Крек розпочав свою кар'єру в амстердамському клубі «Аякс». Дебют Крека відбувся 29 жовтня 1989 року у матчі проти «Гарлема», Міхел вийшов на заміну на 77 хвилині, а його команда перемогла 4:0. Загалом в Ередивізі у сезоні 1989—90 зіграв два матчі, а також став чемпіоном Нідерландів. Основним гравцем оборони «Аякса» Крек став у сезоні 1991—92, провівши у чемпіонаті 25 матчів і відзначившись 2 голами. У тому ж сезоні став володарем Кубка УЄФА і Кубка Сантьяго Бернабеу, обігравши господаря турніру мадридський «Реал» із рахунком 3:1. 
У середині сезону 1993—94 Крек втратив місце в основному складі, а на його позицію головний тренер ставив Едгара Давідса. У 1994 році захисник залишив «Аякс» і перейшов до італійського клубу «Падова». У своєму першому сезоні у Серії А Міхел провів 24 матчі і забив 7 м'ячів. Наступний сезон для нього і для клубу склався невдало, «Падова» за підсумками сезону 1995-96 зайняла 18 місце і вибула до Серії B. По завершенні чемпіонату Крек перейшов до «Перуджи», у складі якої провів лише один сезон, відігравши 32 матчі і забивши 2 голи. По завершенні чемпіонату Італії сезону 1996-97 Крек повернувся до Нідерландів і підписав контракт із «Вітессом».
За «Вітесс» Крек провів 5 років і зіграв понад 150 матчів у різних турнірах. У 2000 році перейшов у грецький АЕК із Афін. За два сезони у Грецькій Суперлізі Міхел провів 29 матчів. У 2004 році Крек підписав контракт із клубом «Віллем II». 30 листопада 2005 року Крек провів свій останній матч, проти клубу НЕК, який завершився поразкою «Віллема II» із рахунком 2:0. 6 грудня 2005 року Крек оголосив про завершення кар'єри гравця через травму.

### Статистика
| Сезон   | Клуб      | Країна     | Ліга         | Матчі | Голи |
| ------- | --------- | ---------- | ------------ | ----- | ---- |
| 1989—90 | Аякс      | Нідерланди | Ередивізі    | 2     | 0    |
| 1990—91 | Аякс      | Нідерланди | Ередивізі    | 13    | 2    |
| 1991—92 | Аякс      | Нідерланди | Ередивізі    | 25    | 2    |
| 1992—93 | Аякс      | Нідерланди | Ередивізі    | 27    | 1    |
| 1993—94 | Аякс      | Нідерланди | Ередивізі    | 15    | 0    |
| 1994—95 | Аякс      | Нідерланди | Ередивізі    | 1     | 0    |
| 1994—95 | Падова    | Італія     | Серія A      | 24    | 7    |
| 1995—96 | Падова    | Італія     | Серія A      | 29    | 3    |
| 1996—97 | Перуджа   | Італія     | Серія A      | 32    | 3    |
| 1997—98 | Вітесс    | Нідерланди | Ередивізі    | 7     | 2    |
| 1998—99 | Вітесс    | Нідерланди | Ередивізі    | 28    | 7    |
| 1999—00 | Вітесс    | Нідерланди | Ередивізі    | 31    | 4    |
| 2000—01 | Вітесс    | Нідерланди | Ередивізі    | 33    | 3    |
| 2001—02 | Вітесс    | Нідерланди | Ередивізі    | 31    | 2    |
| 2002—03 | АЕК       | Греція     | Альфа Етнікі | 11    | 0    |
| 2003—04 | АЕК       | Греція     | Альфа Етнікі | 18    | 0    |
| 2004—05 | Віллем II | Нідерланди | Ередивізі    | 19    | 0    |
| 2005—06 | Віллем II | Нідерланди | Ередивізі    | 4     | 0    |
|         | Всього:   | Всього:    | Всього:      | 350   | 26   |

## Кар'єра в збірній
За національну збірну Нідерландів Крек провів лише один матч, який відбувся 22 лютого 1995 року проти Португалії; матч закінчився перемогою португальців 1:0, а Крек вийшовши у стартовому складі, відіграв усі 90 хвилин.

### Матчі за збірну
| #   | Дата       | Стадіон             | Суперник   | Рахунок | Турнір           | Місце      | Голи | Жовта картка · Червона картка | Капітан |
| --- | ---------- | ------------------- | ---------- | ------- | ---------------- | ---------- | ---- | ----------------------------- | ------- |
| 01. | 22.02.1995 | «Філіпс», Ейндговен | Португалія | 0—1     | Товариський матч | Нідерланди |      |                               |         |

## Тренерська кар'єра
Після завершення ігрової кар'єри Крек повернувся до сого колишнього клубу «Аякс» і був призначений футбольним директором юнацьких команд «Аякса» «Аякс Б», крім того став тренером юнацького клубу «Аякс Д1».

## Нагороди та досягнення
- «Аякс»
  - Кубок УЄФА (1): 1991-92
  - Ередивізі (2): 1989-90, 1993-94
  - Кубок Нідерландів (1): 1992-93
  - Суперкубок Нідерландів (1): 1993
  - Кубок Сантьяго Бернабеу (1): 1991—92